# Старые Решёты
Ста́рые Решёты — деревня в муниципальном округе Первоуральск Свердловской области России.

## География
Старые Решёты расположены в 19 километрах к восток-юго-востоку от города Первоуральска (по автодорогам в 22 километрах), на обоих берегах реках Решётки (правого приток реки Исети), у автодороги Пермь — Екатеринбург.

## История
Деревня основана в 1735 году по царскому указу и была населена рекрутами по набору (бывшими мастеровыми Екатеринбургского монетного двора) для пристанища проходящих войск по Сибирскому тракту. Получила своё название по названию реки Решётки, которая делит деревню на две примерно равные части.
В 1754 году в деревне была учреждена почтовая станция, пятнадцатая по счету от Перми. Основным занятием местных жителей до начала XX века была рубка дров, выжиг древесного угля, старательский золотой промысел, извоз и ремонт тракта.
Максимальное развитие деревня получила в 60-70-е года XX века, во времена строительства канала водоснабжения из Свердловского моря до фильтровальных станций Свердловска и новой автодороги Пермь — Свердловск. Возведён посёлок строителей, и многие из них остались жить в деревне после окончания стройки. Для строительства автодороги осуществлялся забор грунта из расположенного в окрестностях деревни карьера «Ямки». Сейчас карьер затоплен, летом используется в качестве рекреационного ресурса для жителей деревни и дачников. На искусственном водоёме построена насосная станция. Карьер является источником технической воды для нужд коллективных садов.
До 2001 года в деревне существовала войсковая часть, после — исправительное учреждение, входящее в систему ГУФСИН Свердловской области — колония общего режима.

## Население
| 2002 | 2010 |
| ---- | ---- |
| 538  | ↘312 |

Структура
По данным Всероссийской переписи населения 2002 года, русские составляли 96 % от общего числа жителей Старых Решёт, мордва — 4 %. По данным переписи населения 2010 года, в деревне проживали 131 мужчина и 181 женщина.

## Инфраструктура
Центральная улица деревни — улица Пушкина. Она является частью старого шоссе, ныне называемого Старомосковским трактом, проложенного вдоль исторического Сибирского тракта. Основные дороги — асфальтовые, остальные — щебеночные и грунтовые. В центре деревни находится мост по улице Пушкина через Решётку.
Вдоль окраин Старых Решёт проходят железнодорожные магистрали:
- Транссибирская магистраль (участок Пермь — Екатеринбург) проходит в северной части деревни, здесь расположен остановочный пункт Будка;
- магистраль Москва — Казань — Екатеринбург проходит в южной части деревни, здесь расположен остановочный пункт Липовая.

Налажено железнодорожное сообщение: через деревню ходят электропоезда Екатеринбург — Ревда — Дружинино (о. п. Липовая) и Екатеринбург — Кузино — Шаля (о. п. Будка). Железнодорожный узел — станция Решёты — расположен в двух километрах от населённого пункта.
Налажено автобусное сообщение с Первоуральском, Ревдой и Екатеринбургом.
В трёх километрах от Старых Решёт проходит Екатеринбургская кольцевая автомобильная дорога.

## Покровская церковь
В 1873 году была сооружена часовня. В 1917 году она была перестроена в деревянную однопрестольную церковь. В 1917 году церковь была освящена в честь Покрова Пресвятой Богородицы. Однако храм был закрыт в 1929 году, а в советское время снесён. 7 мая 2016 года состоялась первая Божественная литургия в храме во имя Покрова Пресвятой Богородицы. 6 июля 2016 года был заложен поклонный крест на месте строительства будущего храма.